# Mohammed Gulabzoy

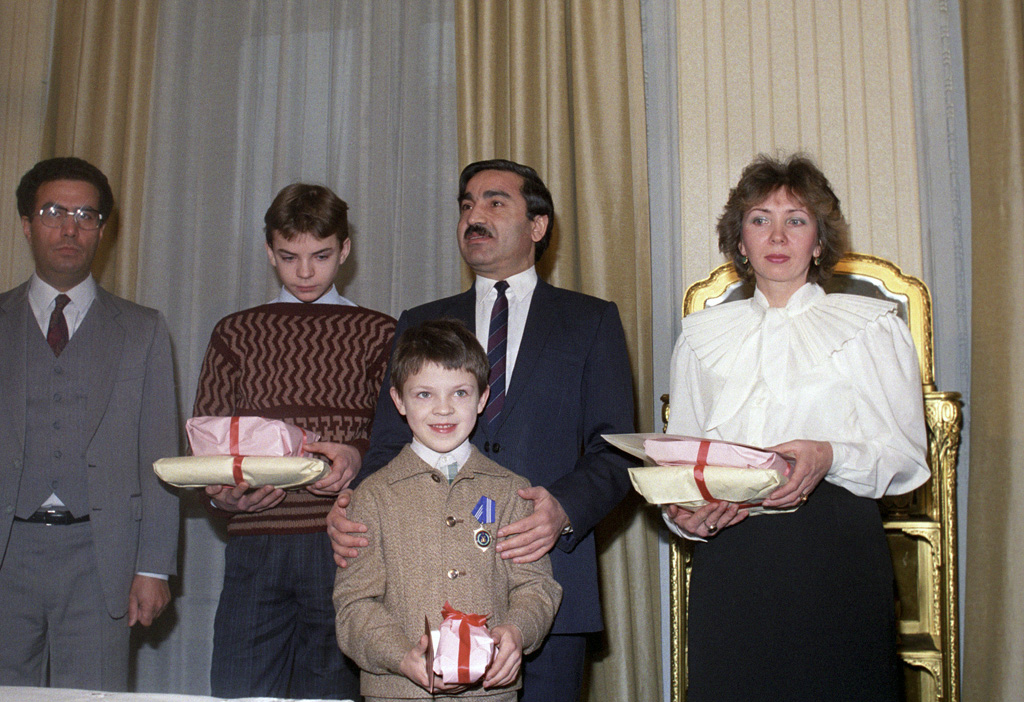
Mohammed Gulabzoy (midden)

Mohammed Gulabzoy (of Gulabzuy) (Paktia, 1945) was een Afghaans politicus, lid van de communistische DVPA. Hij behoorde tot de Khalq(Massa/Volk)-factie binnen de DVPA. Gulabzoy volgde een opleiding aan de militaire academie en werd piloot bij de Afghaanse luchtmacht.
Gulabzoy nam deel aan de coup van 1973 die president Muhammad Daoed Khan aan de macht bracht. In april 1978 nam hij echter deel aan een militaire staatsgreep waarbij president Daoed Khan om het leven kwam en de communisten aan de macht kwamen. Van mei 1978 tot juli 1979 was hij minister van Communicatie. Hij behoorde tot de groep samenzweerders die in september 1979 een aanslag wilde plegen op minister-president Hafizullah Amin. Toen dit plan uitlekte hield Gulabzoy zich met andere samenzweerders schuil in de Sovjet-ambassade in Kaboel. Later werden de samenzweerders in het geheim overgevlogen naar de Sovjet-Unie. 
Na de Sovjet-inval in Afghanistan keerde Gulabzoy naar Afghanistan (december 1979) terug en werd lid van het Centraal Comité van de DVPA en minister van Binnenlandse Zaken in de regering van president Babrak Karmal (tot 1992). Als minister van Binnenlandse Zaken bemoeide hij zich met de opbouw van het Afghaanse Volksleger en probeerde ervoor te zorgen dat de Khalq-aanhangers binnen het officierscorps qua aantal het aantal Parcham(Vlag)-aanhangers zou overtreffen. Hij richtte tevens de Saronday op, een licht infanteriecorps bestaande uit Khalqi's, die vaak op de vuist gingen met de door Parchami's gedomineerde veiligheidstroepen van de KhAD (geleid door Dr. Nadjiboellah).  Later werd hij bevorderd tot luitenant-generaal. Na de val van president Mohammed Nadjiboellah in april 1992 leefde hij in ballingschap in Moskou.  